# Canton de Surgères
Le canton de Surgères est une circonscription électorale française située dans le département de la Charente-Maritime et la région Nouvelle-Aquitaine.

## Histoire
- Le canton a été créé en 1790 en même temps que le département de la Charente-Inférieure et Surgères a été choisie d'office comme chef-lieu de canton grâce à l'excellence de sa situation géographique au sein de son canton qui rassemblait alors 15 communes.
- De 1833 à 1848, les cantons d'Aigrefeuille et de Surgères avaient le même conseiller général. Le nombre de conseillers généraux était limité à 30 par département.
- Dans le courant du XIXe siècle, trois communes ont fusionné, savoir celles de Curé avec Saint-Georges-du-Bois le 24 octobre 1824[6], de Saint-Pierre-de-Surgères qui est supprimée et est intégrée au chef-lieu de canton le 6 août 1850[7] et de Marencennes qui est rattachée à Saint-Germain le 6 août 1850 pour former la commune de Saint-Germain-de-Marencennes[8]. Depuis ces fusions et fusions-absorptions, le nombre de communes est passé de 15 à 12.
- Un nouveau découpage territorial de la Charente-Maritime entre en vigueur en mars 2015, défini par le décret du 27 février 2014[4], en application des lois du 17 mai 2013 (loi organique 2013-402 et loi 2013-403)[9]. Les conseillers départementaux sont, à compter de ces élections, élus au scrutin majoritaire binominal mixte. Les électeurs de chaque canton élisent au Conseil départemental, nouvelle appellation du Conseil général, deux membres de sexe différent, qui se présentent en binôme de candidats. Les conseillers départementaux sont élus pour 6 ans au scrutin binominal majoritaire à deux tours, l'accès au second tour nécessitant 12,5 % des inscrits au 1er tour. En outre la totalité des conseillers départementaux est renouvelée. Ce nouveau mode de scrutin nécessite un redécoupage des cantons dont le nombre est divisé par deux avec arrondi à l'unité impaire supérieure si ce nombre n'est pas entier impair, assorti de conditions de seuils minimaux[10]. En Charente-Maritime, le nombre de cantons passe ainsi de 51 à 27.

Le canton de Surgères est conservé mais remanié : il passe de 12 à 21 communes issues des anciens cantons d'Aigrefeuille-d'Aunis (9 communes) et de Surgères (12 communes). Il est entièrement inclus dans l'arrondissement de Rochefort. Le bureau centralisateur est situé à Surgères.

## Géographie

### Le cadre géographique
Ce canton, organisé autour de Surgères, est une circonscription électorale française située la partie septentrionale de l'arrondissement de Rochefort.
Au sud, il est délimité par le canton de Tonnay-Charente, situé dans l'arrondissement de Rochefort.
Au nord-ouest, il est limitrophe du canton de Marans, au sud-ouest de celui de La Jarrie, situés dans l'arrondissement de La Rochelle.
À l'est, il est limité par l'arrondissement de Saint-Jean-d'Angély via le canton de Saint-Jean-d'Angély.
Au nord, il confine avec le département des Deux-Sèvres où il est limitrophe du canton de Mauzé-sur-le-Mignon dans l'arrondissement de Niort.

### Le cadre physique
L'altitude varie de 1 mètre dans la vallée de la Gères dans la commune de Saint-Germain-de-Marencennes à 82 mètres qui correspond à une colline située dans la commune de Marsais. L'altitude moyenne du canton s'établit à 33 mètres, ce qui en fait le canton le plus élevé de tout le nord du département. Cette partie de la Charente-Maritime qui correspond à la plaine de l'Aunis est d'ailleurs celle où se trouve le point culminant de l'ancienne province.
Le canton est arrosé en son centre et au sud par une petite rivière qui y prend sa source (commune de Saint-Mard) et qui a donné son nom au chef-lieu de canton, la Gères, petit affluent de rive droite de la Charente.
C'est également dans ce canton que naît le petit fleuve côtier du Curé dans la commune de Saint-Georges-du-Bois et qui s'écoule vers le nord-ouest du canton.
Enfin, au nord du canton, la vallée du Mignon sert de délimitation naturelle autant qu'administrative avec le département des Deux-Sèvres.
La ville principale est Surgères, elle fait partie des 18 villes de la Charente-Maritime de plus de 5 000 habitants (en 2007) et se situe au douzième rang des villes du département.

## Représentation

### Conseillers généraux de 1833 à 2015
| Période   | Période          | Identité                                        | Étiquette                      | Qualité |
| --------- | ---------------- | ----------------------------------------------- | ------------------------------ | --- |
| 1833      | 1836 (démission) | Pierre François Audry de Puyravault (1773-1852) | Gauche                         | Propriétaire à Puyravault Député (1822-1823, 1827-1837, 1848) |
| 1836      | 1848             | Vincent Renou                                   |                                | Propriétaire, fabricant de sucre de betteraves à Ballon |
| 1848      | 1868 (décès)     | Charles Mainguet                                |                                | Juge de paix à Surgères |
| 1868      | 1879 (décès)     | François Sauget                                 | Républicain                    | Banquier et négociant |
| 1879      | 1910             | Paul Rouvier                                    | RG                             | Négociant, propriétaire agricole Sénateur (1901-1912) Maire de Surgères |
| 1910      | 1919             | Ferdinand Rignoux                               | Rad.                           | Négociant, conseiller municipal de Surgères |
| 1919      | 1922             | Médéric Martin                                  | Radical                        | Négociant, propriétaire à Surgères |
| 1922      | 1925 (décès)     | Jules Simonneau                                 | Républicain                    | Propriétaire, agriculteur, maire de Saint-Germain-de-Marencennes, conseiller d'arrondissement |
| 1925      | 1928 (décès)     | Jean Filippi                                    | Rad.                           | Médecin à Surgères |
| 1928      | 1940             | François Filippi (fils du précédent)            | Rad.                           | Médecin à Surgères |
|           |                  |                                                 |                                | |
| 1945      | 1949             | Maurice Brillouet                               | PCF                            | Employé comptable Député (1946-1951) Maire de Surgères (1945-1947), ancien conseiller d'arrondissement |
| 1949      | 1973 (décès)     | Gérard Noël                                     | Rad.                           | Garagiste Maire de Surgères |
| mars 1973 | septembre 1973   | Henri Giraudeau (1905-1987)                     | PRG                            | Chef d'entreprise à Surgères |
| 1973      | 2004             | Jean-Guy Branger                                | UDR puis RPR puis DVD puis UDF | Professeur de lycée Suppléant du député Albert Bignon (1973-1977) Député (1977-1997) - Sénateur (1998-2008) Vice-Président du Conseil Général Maire de Surgères Président de la Communauté de Communes de Surgères |
| 2004      | 2011             | Philippe Guilloteau                             | DVD                            | Notaire, maire de Surgères (2001-2014) |
| 2011      | 2015             | Marie-Pierre Brunet                             | PRG                            | Maire de Saint-Saturnin-du-Bois (2001-2020) |

### Conseillers d'arrondissement (de 1833 à 1940)
Le canton de Surgères avait deux conseillers d'arrondissement, jusqu'en 1926.
| Période                                  | Période      | Identité                                 | Étiquette               | Qualité |
| ---------------------------------------- | ------------ | ---------------------------------------- | ----------------------- | --- |
| 1833                                     | 1842         | M. Bonneau                               |                         | Propriétaire à Surgères                                                                                        |
| 1833                                     | 1835 (décès) | Élie Favreau (1773-1835)                 |                         | Négociant, maire de Surgères                                                                                   |
| 1835                                     | 1848         | M. Godineau                              |                         | Notaire, propriétaire à Saint-Pierre-de-Surgères                                                               |
| 1842                                     | 1848         | Pierre Jean-Baptiste Cristin             |                         | Propriétaire à Surgères                                                                                        |
|                                          |              |                                          |                         | |
| 1852                                     |              | Pierre Hector Percheron (1886-1873)      |                         | Propriétaire à Vandré                                                                                          |
| 1852                                     |              | Louis François Médéric Saugé (1809-1879) |                         | Huissier, négociant, maire de Surgères                                                                         |
|                                          |              |                                          |                         | |
|                                          | 1882 (décès) | Clément Bouquet (1819-1882)              |                         | Négociant à Surgères                                                                                           |
| 1882                                     |              | Pierre-André Couillaud                   |                         | Maire de Saint-Georges-du-Bois, suppléant du juge de paix                                                      |
|                                          |              |                                          |                         | |
| 1892                                     | 1895         | Adrien Samuel Cristin                    | Républicain             | Maire de Surgères                                                                                              |
| 1892                                     | 1895         | Pierre André Couillaud                   | Républicain             | Maire de Saint-Georges-du-Bois                                                                                 |
| 1895                                     |              | René Jules Camille Audry                 |                         | Médecin à Surgères                                                                                             |
| 1895                                     |              | Léopold Gauthier                         | Républicain ministériel | Maire de Saint-Germain-de-Marencennes                                                                          |
| 1907                                     |              | Frédéric Morisset                        | Républicain ministériel | Maire de Saint-Mard                                                                                            |
|                                          |              |                                          |                         | |
| 1919                                     | 1922         | Jules Simonneau                          | Républicain             | Maire de Saint-Germain-de-Marencennes                                                                          |
| 1919                                     | 1925         | Gaston Pluchon                           |                         | Notaire à Marsais                                                                                              |
| 1922                                     | 1937         | Jules David                              | Radical                 | Propriétaire à Saint-Saturnin-du-Bois                                                                          |
| 1925                                     | 1937         | Fernand Daufin                           | Radical                 | Constructeur de machines agricoles à Surgères                                                                  |
| 1937                                     | 1940         | Célestin Sergent (1882-1971)             | Radical                 | Industriel laitier, maire de Surgères                                                                          |
| 1937                                     | 1940         | Maurice Brillouet                        | PC-SFIC                 | Employé comptable, conseiller municipal de Surgères Déchu de ses mandats en 1940 à la suite du décret Daladier |
| 1940                                     |              |                                          |                         | Les conseils d'arrondissement ont été suspendus par la loi du 12 octobre 1940 et n'ont jamais été réactivés    |
| Les données manquantes sont à compléter. |              |                                          |                         | |

### Conseillers départementaux depuis 2015
| Période élective | Période élective | Mandat | Mandat   | Identité          | Nuance | Nuance | Qualité                                                                           |
| ---------------- | ---------------- | ------ | -------- | ----------------- | ------ | ------ | --------------------------------------------------------------------------------- |
| 2015             | 2021             | 2015   | 2021     | Catherine Desprez |        | DVD    | Pharmacien-biologiste, maire de Surgères Vice-Présidente du Conseil départemental |
| 2015             | 2021             | 2015   | 2021     | Gilles Gay        |        | DVD    | Agriculteur, maire d'Aigrefeuille-d'Aunis                                         |
| 2021             | 2028             | 2021   | en cours | Catherine Desprez |        | DVC    | Conseillère sortante                                                              |
| 2021             | 2028             | 2021   | en cours | Gilles Gay        |        | DVC    | Conseiller sortant                                                                |

### Résultats détaillés

#### Élections de mars 2015
À l'issue du 1er tour des élections départementales de 2015, deux binômes sont en ballottage : Catherine Desprez et Gilles Gay (Union de la Droite, 40,84 %) et Marie-Pierre Brunet et Christian Brunier (Union de la Gauche, 29,46 %). Le taux de participation est de 50,08 % (9 976 votants sur 19 921 inscrits) contre 50,08 % au niveau départemental et 50,17 % au niveau national.
Au second tour, Catherine Desprez et Gilles Gay (Union de la Droite) sont élus avec 57,67 % des suffrages exprimés et un taux de participation de 48,18 % (5 076 voix pour 9 553 votants et 19 828 inscrits).

#### Élections de juin 2021
Le premier tour des élections départementales de 2021 est marqué par un très faible taux de participation (33,26 % au niveau national). Dans le canton de Surgères, ce taux de participation est de 33,64 % (6 909 votants sur 20 538 inscrits) contre 33,83 % au niveau départemental. À l'issue de ce premier tour, deux binômes sont en ballottage : Catherine Desprez et Gilles Gay (DVC, 50,29 %) et Micheline Bernard et Didier Touvron (Union à gauche, 29,2 %).
Le second tour des élections est marqué une nouvelle fois par une abstention massive équivalente au premier tour. Les taux de participation sont de 34,3 % au niveau national, 34,56 % dans le département et 33,04 % dans le canton de Surgères. Catherine Desprez et Gilles Gay (DVC) sont élus avec 64,08 % des suffrages exprimés (4 063 voix pour 6 788 votants et 20 547 inscrits),,. 

## Composition

### Composition antérieure à 2015

Situation du canton de Surgères dans le département de la Charente-Maritime avant 2015.

Le canton de Surgères regroupait douze communes.
| Nom                          | Code Insee | Codepostal | Superficie (km2) | Population (dernière pop. légale) | Densité (hab./km2) |
| ---------------------------- | ---------- | ---------- | ---------------- | --------------------------------- | ------------------ |
| Surgères (chef-lieu)         | 17434      | 17700      | 28,71            | 6 581 (2012)                      | 229                |
| Breuil-la-Réorte             | 17063      | 17700      | 16,07            | 459 (2012)                        | 29                 |
| Marsais                      | 17221      | 17700      | 23,98            | 911 (2012)                        | 38                 |
| Péré                         | 17272      | 17700      | 8,44             | 416 (2012)                        | 49                 |
| Puyravault                   | 17293      | 17700      | 13,68            | 630 (2012)                        | 46                 |
| Saint-Georges-du-Bois        | 17338      | 17700      | 27,90            | 1 774 (2012)                      | 64                 |
| Saint-Germain-de-Marencennes | 17340      | 17700      | 16,47            | 1 214 (2012)                      | 74                 |
| Saint-Mard                   | 17359      | 17700      | 21,21            | 1 148 (2012)                      | 54                 |
| Saint-Pierre-d'Amilly        | 17382      | 17700      | 19,81            | 502 (2012)                        | 25                 |
| Saint-Saturnin-du-Bois       | 17394      | 17700      | 25,21            | 865 (2012)                        | 34                 |
| Vandré                       | 17457      | 17700      | 14,57            | 810 (2012)                        | 56                 |
| Vouhé                        | 17482      | 17700      | 15,61            | 655 (2012)                        | 42                 |

### Composition postérieure à 2015
Le nouveau canton de Surgères comprenait vingt et une communes entières à sa création.
Après la création de la commune nouvelle de Saint-Pierre-de-la-Noue le 1er mars 2018 et le rattachement de la commune nouvelle de La Devise en entier au canton de Saint-Jean-d'Angély à la suite du décret du 26 décembre 2019, le nombre de communes descend à 19.
| Nom                              | Code Insee | Intercommunalité | Superficie (km2) | Population (dernière pop. légale) | Densité (hab./km2) | Modifier                                    |
| -------------------------------- | ---------- | ---------------- | ---------------- | --------------------------------- | ------------------ | ------------------------------------------- |
| Surgères (bureau centralisateur) | 17434      | CC Aunis Sud     | 28,71            | 6 861 (2022)                      | 239                | modifier les données · modifier les données |
| Aigrefeuille-d'Aunis             | 17003      | CC Aunis Sud     | 16,76            | 4 578 (2022)                      | 273                | modifier les données · modifier les données |
| Ardillières                      | 17018      | CC Aunis Sud     | 15,70            | 877 (2022)                        | 56                 | modifier les données · modifier les données |
| Ballon                           | 17032      | CC Aunis Sud     | 12,18            | 823 (2022)                        | 68                 | modifier les données · modifier les données |
| Breuil-la-Réorte                 | 17063      | CC Aunis Sud     | 16,07            | 473 (2022)                        | 29                 | modifier les données · modifier les données |
| Chambon                          | 17080      | CC Aunis Sud     | 18,33            | 985 (2022)                        | 54                 | modifier les données · modifier les données |
| Ciré-d'Aunis                     | 17107      | CC Aunis Sud     | 25,76            | 1 560 (2022)                      | 61                 | modifier les données · modifier les données |
| Forges                           | 17166      | CC Aunis Sud     | 13,58            | 1 323 (2022)                      | 97                 | modifier les données · modifier les données |
| Landrais                         | 17203      | CC Aunis Sud     | 15,40            | 798 (2022)                        | 52                 | modifier les données · modifier les données |
| Marsais                          | 17221      | CC Aunis Sud     | 23,98            | 956 (2022)                        | 40                 | modifier les données · modifier les données |
| Puyravault                       | 17293      | CC Aunis Sud     | 13,68            | 723 (2022)                        | 53                 | modifier les données · modifier les données |
| Saint-Georges-du-Bois            | 17338      | CC Aunis Sud     | 27,90            | 1 869 (2022)                      | 67                 | modifier les données · modifier les données |
| Saint-Mard                       | 17359      | CC Aunis Sud     | 21,21            | 1 244 (2022)                      | 59                 | modifier les données · modifier les données |
| Saint-Pierre-d'Amilly            | 17382      | CC Aunis Sud     | 19,81            | 564 (2022)                        | 28                 | modifier les données · modifier les données |
| Saint-Pierre-La-Noue             | 17340      | CC Aunis Sud     | 24,91            | 1 498 (2022)                      | 60                 | modifier les données · modifier les données |
| Saint-Saturnin-du-Bois           | 17394      | CC Aunis Sud     | 25,21            | 910 (2022)                        | 36                 | modifier les données · modifier les données |
| Le Thou                          | 17447      | CC Aunis Sud     | 19,00            | 2 085 (2022)                      | 110                | modifier les données · modifier les données |
| Virson                           | 17480      | CC Aunis Sud     | 9,92             | 738 (2022)                        | 74                 | modifier les données · modifier les données |
| Vouhé                            | 17482      | CC Aunis Sud     | 15,61            | 657 (2022)                        | 42                 | modifier les données · modifier les données |
| Canton de Surgères               | 1723       |                  | 363,72           | 29 522 (2022)                     | 81                 | modifier les données                        |

## Démographie

### Démographie avant 2015
| 1962   | 1968   | 1975   | 1982   | 1990   | 1999   | 2006   | 2011   | 2012   |
| ------ | ------ | ------ | ------ | ------ | ------ | ------ | ------ | ------ |
| 11 934 | 12 794 | 13 190 | 13 342 | 13 377 | 13 564 | 14 277 | 15 744 | 15 965 |

### Démographie depuis 2015
En 2022, le canton comptait 29 522 habitants, en évolution de +2,49 % par rapport à 2016 (Charente-Maritime : +4,04 %, France hors Mayotte : +2,11 %).
| 2013   | 2018   | 2022   |
| ------ | ------ | ------ |
| 28 182 | 28 323 | 29 522 |